# Sherburne (hrabstwo Chenango)
Sherburne – wieś w Stanach Zjednoczonych, w stanie Nowy Jork, w hrabstwie Chenango.